# Acroclisoides borocerae
Acroclisoides borocerae är en stekelart som först beskrevs av Jean Risbec 1957.  Acroclisoides borocerae ingår i släktet Acroclisoides och familjen puppglanssteklar. Inga underarter finns listade i Catalogue of Life.